# Capillipedium leucotrichum
Capillipedium leucotrichum är en gräsart som först beskrevs av Aimée Antoinette Camus, och fick sitt nu gällande namn av Maurice Schmid och Jan Frederik Veldkamp. Capillipedium leucotrichum ingår i släktet Capillipedium och familjen gräs. Inga underarter finns listade i Catalogue of Life.